# Beausse
Pour l’article ayant un titre homophone, voir Beauce.
Beausse est une ancienne commune française située dans le département de Maine-et-Loire, en région Pays de la Loire, devenue le 15 décembre 2015 une commune déléguée de la commune nouvelle de Mauges-sur-Loire.

## Géographie
Localité angevine des Mauges, Beausse se situe sur la route D 150, Le Mesnil-en-Vallée / Saint-Quentin-en-Mauges.
Son territoire se situe sur un plateau. L'altitude de la commune varie de 83 à 156 mètres, et sa superficie est de plus de 5 km2 (536 hectares).
La commune a de multiples communes limitrophes, qui sont Chaudron-en-Mauges, Botz-en-Mauges, Saint-Laurent-du-Mottay, Le Mesnil-en-Vallée, La Pommeraye et Saint-Quentin-en-Mauges.

## Toponymie et héraldique

### Héraldique
|  | Les armes de la commune se blasonnent ainsi : D'azur à une fasce ondée d'argent accompagnée de trois émerillons d'or chaperonnés et grilletés de gueule deux en chef et un en pointe. |

## Histoire
Paroisse datant du XIIe siècle.
Pendant la Première Guerre mondiale, 15 habitants perdent la vie. Lors de la Seconde Guerre mondiale, 3 habitants sont tués.
Le 15 décembre 2015, la commune nouvelle de Mauges-sur-Loire naît de la fusion des onze communes de la communauté de communes, intégrant le périmètre de Beausse ; création officialisée par arrêté préfectoral du 5 octobre 2015.

## Politique et administration

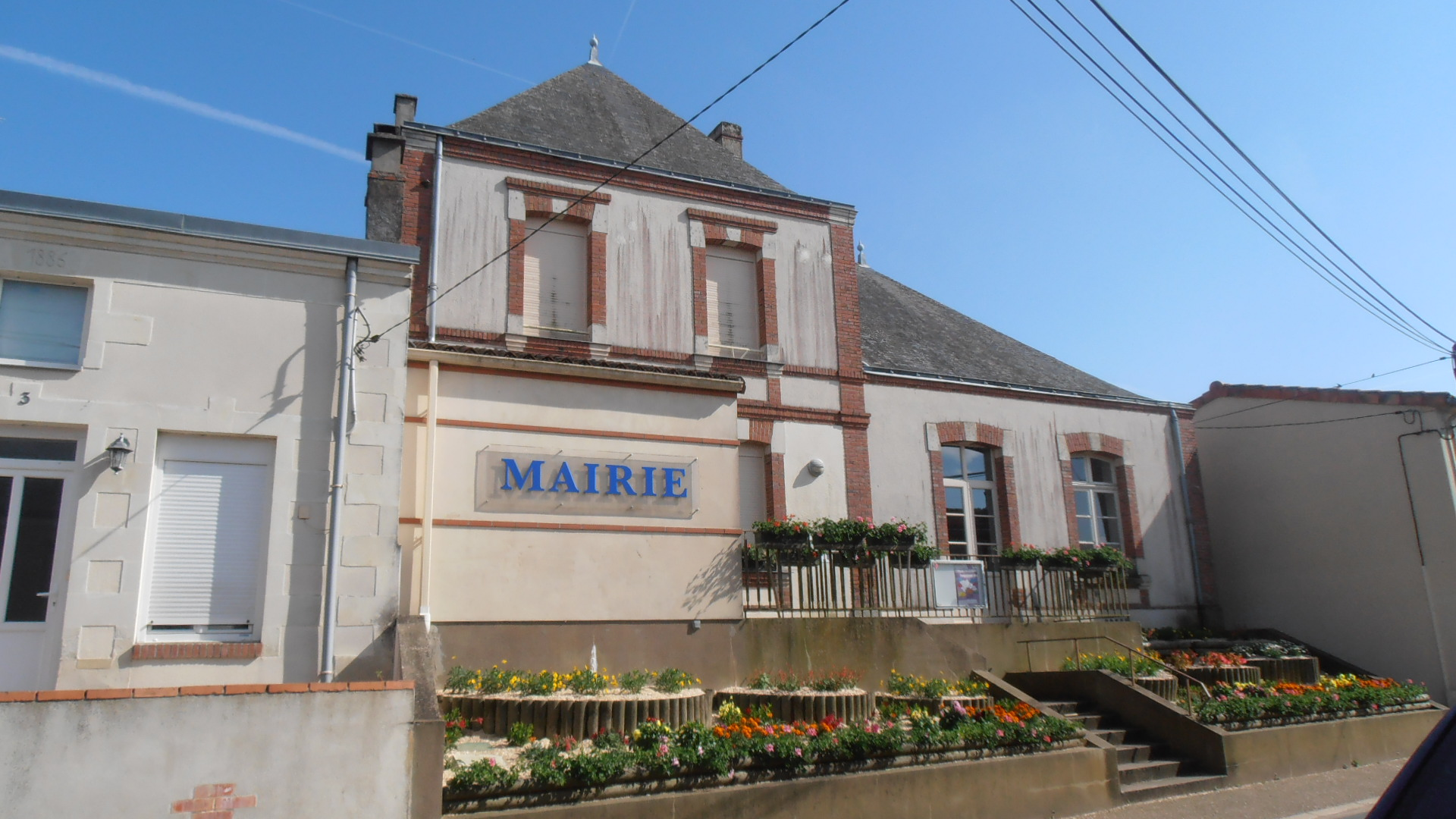
La mairie de Beausse.

### Administration municipale

#### Administration actuelle
Depuis le 15 décembre 2015, Beausse constitue une commune déléguée au sein de la commune nouvelle de Mauges-sur-Loire et dispose d'un maire délégué.
| Période                                  | Période  | Identité        | Étiquette | Qualité |
| ---------------------------------------- | -------- | --------------- | --------- | ------- |
| 15 décembre 2015                         | mai 2020 | Rémi Albert     |           |         |
| mai 2020                                 | en cours | Valéry Dubillot |           |         |
| Les données manquantes sont à compléter. |          |                 |           |         |

#### Administration ancienne
| Période                                  | Période          | Identité            | Étiquette      | Qualité      |
| ---------------------------------------- | ---------------- | ------------------- | -------------- | ------------ |
| Les données manquantes sont à compléter. |                  |                     |                |              |
| 1793                                     |                  | Mathurin Rousselier |                |              |
| 1801                                     |                  | Nicolas Albert      |                |              |
| 1805                                     |                  | Jacques Onillon     |                |              |
| 1837                                     |                  | Jean Chene          |                |              |
| 1871                                     |                  | Joseph Pineau       |                |              |
| 1874                                     |                  | Auguste Chesne      |                |              |
| 1884                                     |                  | Louis Levêque       |                |              |
| 1888                                     |                  | Henri Gaborit       |                |              |
| 1925                                     |                  | Henri Frémondière   |                |              |
| 1935                                     |                  | Jean Morinière      |                |              |
| 1963                                     | 1977             | Alexandre Bureau    |                |              |
| 1983                                     | 1995             | Pierre Boré         | Sans étiquette |              |
| 1995                                     | 15 décembre 2015 | Rémi Albert         | Sans étiquette | Pépiniériste |

### Ancienne situation administrative
La commune est membre en 2015 de la communauté de communes du canton de Saint-Florent-le-Vieil, elle-même membre du syndicat mixte Pays des Mauges. L'intercommunalité disparait à la création de la commune nouvelle.

## Population et société

### Démographie

#### Évolution démographique
L'évolution du nombre d'habitants est connue à travers les recensements de la population effectués dans la commune depuis 1793. À partir du 1er janvier 2009, les populations légales des communes sont publiées annuellement dans le cadre d'un recensement qui repose désormais sur une collecte d'information annuelle, concernant successivement tous les territoires communaux au cours d'une période de cinq ans. 
Pour les communes de moins de 10 000 habitants, une enquête de recensement portant sur toute la population est réalisée tous les cinq ans, les populations légales des années intermédiaires étant quant à elles estimées par interpolation ou extrapolation. Pour la commune, le premier recensement exhaustif entrant dans le cadre du nouveau dispositif a été réalisé en 2007,.
En 2013, la commune comptait 395 habitants, en évolution de +2,07 % par rapport à 2008 (Maine-et-Loire : +3,3 %, France hors Mayotte : +2,49 %).
| 1793 | 1800 | 1806 | 1821 | 1831 | 1836 | 1841 | 1846 | 1851 |
| ---- | ---- | ---- | ---- | ---- | ---- | ---- | ---- | ---- |
| 320  | 232  | 371  | 442  | 448  | 496  | 454  | 501  | 496  |

| 1856 | 1861 | 1866 | 1872 | 1876 | 1881 | 1886 | 1891 | 1896 |
| ---- | ---- | ---- | ---- | ---- | ---- | ---- | ---- | ---- |
| 522  | 528  | 534  | 520  | 558  | 504  | 455  | 453  | 433  |

| 1901 | 1906 | 1911 | 1921 | 1926 | 1931 | 1936 | 1946 | 1954 |
| ---- | ---- | ---- | ---- | ---- | ---- | ---- | ---- | ---- |
| 444  | 446  | 475  | 415  | 418  | 431  | 421  | 404  | 412  |

| 1962 | 1968 | 1975 | 1982 | 1990 | 1999 | 2007 | 2012 | 2013 |
| ---- | ---- | ---- | ---- | ---- | ---- | ---- | ---- | ---- |
| 405  | 392  | 362  | 385  | 372  | 361  | 380  | 397  | 395  |

#### Pyramide des âges
La population de la commune est relativement âgée. Le taux de personnes d'un âge supérieur à 60 ans (22,8 %) est en effet supérieur au taux national (22,1 %) et au taux départemental (21,4 %).
À l'instar des répartitions nationale et départementale, la population féminine de la commune est supérieure à la population masculine. Le taux (50,5 %) est du même ordre de grandeur que le taux national (51,6 %).
La répartition de la population de la commune par tranches d'âge est, en 2008, la suivante :
- 49,5 % d’hommes (0 à 14 ans = 22,3 %, 15 à 29 ans = 16,5 %, 30 à 44 ans = 20,7 %, 45 à 59 ans = 19,7 %, plus de 60 ans = 20,8 %) ;
- 50,5 % de femmes (0 à 14 ans = 19,3 %, 15 à 29 ans = 16,7 %, 30 à 44 ans = 19,8 %, 45 à 59 ans = 20,3 %, plus de 60 ans = 24 %).

| Hommes | Classe d’âge | Femmes |
| ------ | ------------ | ------ |
| 0,0    | 90 ans ou +  | 1,0    |
| 8,0    | 75 à 89 ans  | 8,9    |
| 12,8   | 60 à 74 ans  | 14,1   |
| 19,7   | 45 à 59 ans  | 20,3   |
| 20,7   | 30 à 44 ans  | 19,8   |
| 16,5   | 15 à 29 ans  | 16,7   |
| 22,3   | 0 à 14 ans   | 19,3   |

| Hommes | Classe d’âge | Femmes |
| ------ | ------------ | ------ |
| 0,4    | 90 ans ou +  | 1,1    |
| 6,3    | 75 à 89 ans  | 9,5    |
| 12,1   | 60 à 74 ans  | 13,1   |
| 20,0   | 45 à 59 ans  | 19,4   |
| 20,3   | 30 à 44 ans  | 19,3   |
| 20,2   | 15 à 29 ans  | 18,9   |
| 20,7   | 0 à 14 ans   | 18,7   |

## Économie
Sur 30 établissements présents sur la commune à fin 2010, 43 % relevaient du secteur de l'agriculture (pour une moyenne de 17 % sur le département), 3 % du secteur de l'industrie, 7 % du secteur de la construction, 37 % de celui du commerce et des services et 10 % du secteur de l'administration et de la santé.

## Culture locale et patrimoine

### Lieux et monuments
- La chapelle la Croix Malo, entretenue par M. Lucien Albert. Cette chapelle de style gothique fut construite en 1875. Une tradition locale rapporte que Saint-Malo (évêque mort vers 650) se serait reposé à l’endroit où s’élève la chapelle. Une croix, devant laquelle les mères aimaient conduire leurs enfants, pour essayer leurs premiers pas était élevée là. La chapelle fut restaurée dans les années 1967-1968.
- Un ancien centre de tissage.
- Une cure construite au XVIIIe siècle.
- L'église Saint-Jacques, construite au XIXe siècle et rénovée récemment.
- Un circuit pédestre de 5,5 km offrant un point de vue sur la vallée de la Loire.

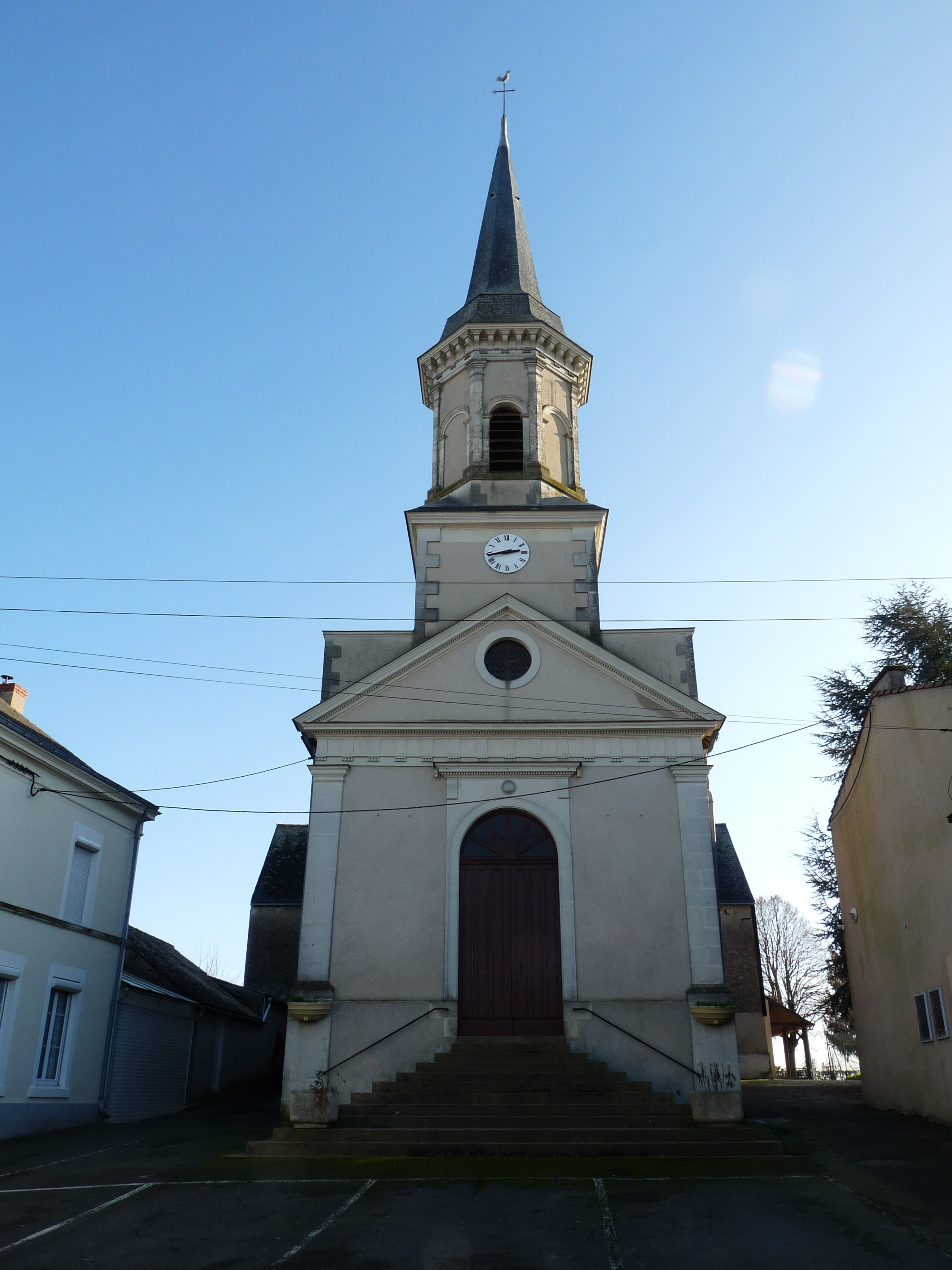
Façade principale de l'église Saint-Jacques.
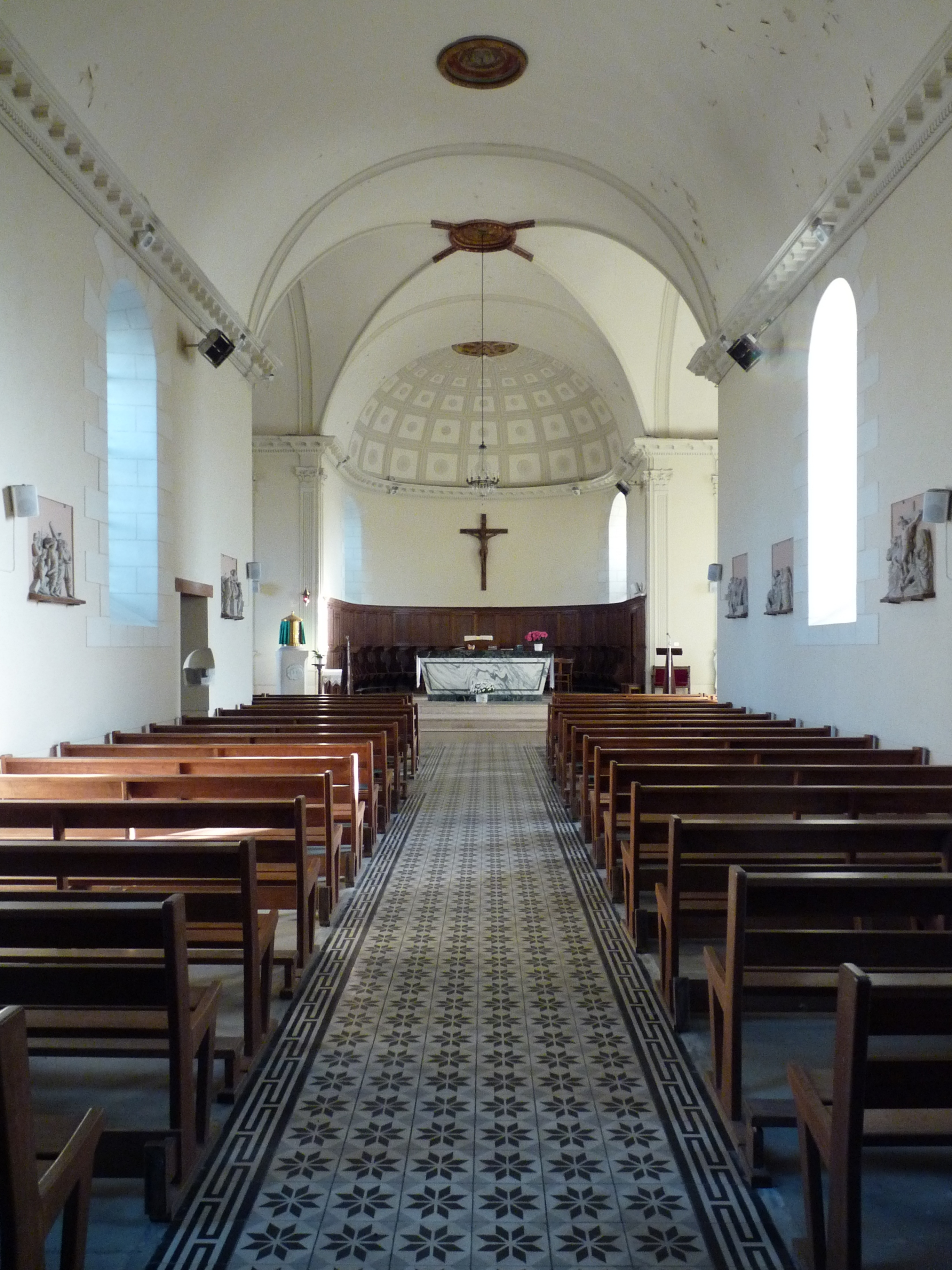
Intérieur de l'église paroissiale.